# Bistum Tainan
Das Bistum Tainan (lateinisch Dioecesis Tainanensis) ist ein in der Republik China (Taiwan) gelegenes Bistum der römisch-katholischen Kirche mit Sitz in Tainan. Es umfasst die Stadt Tainan und den Landkreis Penghu im westlichen Teil der Insel Taiwan.

## Geschichte
Papst Johannes XXIII. gründete es mit der Apostolischen Konstitution Quoniam secundum am 21. März 1961 aus Gebietsabtretungen des Bistums Kaohsiung. Es wurde dem Erzbistum Taipeh als Suffragandiözese unterstellt.

## Bischöfe von Tainan
- Stanislaus Lo Kuang (21. März 1961–15. Februar 1966, dann Erzbischof von Taipeh)
- Paul Ch’eng Shih-kuang (7. Juni 1966–3. Dezember 1990)
- Joseph Cheng Tsai-fa (3. Dezember 1990–24, Januar 2004, dann Erzbischof von Taipeh)
- Bosco Lin Chi-nan (24. Januar 2004–14. November 2020)
- John Lee Juo-Wang (14. November 2020–19. Juni 2021)
- John Baptist Huang Min-Cheng OFM (seit 3. Mai 2023)